# Grand Theft Auto (videojuego)
Grand Theft Auto (abreviado como GTA) es un videojuego de acción y aventura de mundo abierto beat 'em up desarrollado por DMA Design (luego renombrada como Rockstar North) y publicado por BMG Interactive (luego renombrado como Take-Two Interactive). Es el primer título de la serie Grand Theft Auto y fue lanzado en noviembre de 1997 para MS-DOS y Microsoft Windows, en diciembre de 1997 para la consola de videojuegos PlayStation y en octubre de 1999 para el Game Boy Color. La narrativa del juego sigue a un criminal que sube de estatus dentro del inframundo criminal a través de tres ciudades ficticias, inspiradas en lugares de la vida real. El juego se presenta desde una perspectiva de arriba hacia abajo y se lleva a cabo dentro de un entorno de mundo abierto en el que el jugador está obligado a acumular un cierto número de puntos que ascienden a millones para progresar a través de los capítulos del juego. Dichos puntos se acumulan completando varias misiones en cada ciudad, aunque el jugador también puede reunir los puntos por otros medios.
Grand Theft Auto comenzó a desarrollarse como un juego titulado Race 'n' Chase, en el que el jugador controlaba a un oficial de policía que perseguía a criminales. Sin embargo, el juego se consideró aburrido, y se adoptó el concepto de jugar como un criminal. El equipo de desarrollo trabajó para garantizar que el jugador tuviera la libertad de jugar de la manera que quiera. Grand Theft Auto generó una gran controversia incluso antes de su lanzamiento debido a su contenido violento, y se discutió la posibilidad de prohibir su venta. La campaña de marketing del juego, organizada por el publicista Max Clifford, aprovechó esta controversia como promoción gratuita.
Grand Theft Auto fue encontrado con críticas mixtas en el momento del lanzamiento, pero fue un éxito comercial. Mientras que los gráficos y los controles fueron criticados, el valor del entretenimiento, el diseño de sonido y la libertad del juego fueron elogiados. Con el tiempo, ha sido reconocido como uno de los videojuegos más grandes. Dos expansiones que tienen lugar en la Inglaterra de la década de 1960, Grand Theft Auto: London 1969 y Grand Theft Auto: London 1961, se lanzaron en 1999. El éxito de Grand Theft Auto dio lugar a una serie de juegos que se basaron en la jugabilidad y los temas del original; la serie Grand Theft Auto se ha convertido desde entonces en una de las más populares y franquicias de videojuegos más vendidas de todos los tiempos. La primera secuela de la serie, Grand Theft Auto 2, se estrenó en octubre de 1999.

## Jugabilidad
El jugador puede elegir entre ocho personajes al principio del juego, estos son: Travis, Katy, Nikki, Divine, Bubba, Troy, Kivlov, Ulrika y Kelly (este último exclusivo de la versión de Game Boy Color). El personaje que se elija no afectará a la apariencia del protagonista, ya que será siempre el mismo personaje con jersey amarillo. El jugador también puede introducir un nombre. Esto servirá también para activar los trucos, introduciendo los códigos correspondientes.
El protagonista del juego es libre de hacer lo que quiera en cada una de las tres ciudades que componen los tres niveles de juego. Así, se puede robar coches, venderlos, etcétera. Lo que sea para conseguir puntos, también utilizables como dinero; reunir una cantidad fija de esos puntos es el objetivo final de cada ciudad. También puede hacer diferentes trabajos de oficinas entre otras cosas.
El protagonista empieza el juego con cinco vidas, que puede perder si es atacado.

### Ganar puntos
Hay varias maneras en que se pueden obtener los puntos necesarios para completar cada nivel.
Algunos puntos pueden ser ganados cometiendo varios crímenes, como colisiones (10 puntos cada una), o matando un policía (1000 puntos cada uno). Cuanto más grave y serio es el crimen, más es la cantidad de puntos obtenidos, pero también mayor será la atención de la policía hacia el jugador. Otra manera de ganar dinero es robar coches para luego venderlos en los diferentes muelles alrededor de la ciudad, generalmente obteniendo varios miles de puntos.
Estas actividades pueden dar al jugador muchos puntos pero estos no serán lo suficiente como para ganar los millones de puntos necesarios para completar cada nivel (a no ser que el jugador tenga mucha paciencia), así que es necesario realizar las misiones para completar el nivel. Cuando se completa satisfactoriamente una misión, el jugador recibe como pago una gran cantidad de puntos. El pago más común ronda los 50 000 puntos.
También al completar una misión, el multiplicador de puntos aumenta en uno. El multiplicador de puntos es aquel que multiplica el punto normal por el número determinado del multiplicador, para obtener los puntos extras. Por ejemplo, un multiplicador de 3 significará que obtendrá 3 x 10 = 30 puntos por colisionar, en lugar de 10 puntos que sería lo normal. Este multiplicador se aplica a cualquier punto ganado en el juego, incluyendo la paga por completar satisfactoriamente una misión.
En Game Boy Color, el multiplicador de puntos es manejado en forma distinta. El jugador puede juntar varias «X» escondidas en cada ciudad, esto automáticamente incluye un multiplicador al contador de puntos. La primera vez que se colecta una de estas «X» al lado del contador dirá «x2», la segunda vez dirá «x3» y así sucesivamente. Esto solo afecta a los puntos ganados después de obtenido el multiplicador. Los puntos que el jugador ya tiene en el momento no serán afectados, así que está en el interés del jugador buscar las «X» lo antes posible.

### Localizaciones
Las tres ciudades en las cuales se desarrolla el juego se crearon sobre la base de ciudades reales, en términos de paisajes y estilo. Éstas son Liberty City (basada en Nueva York), Vice City (basada en Miami) y San Andreas (basada en el estado de California). Las mismas se convirtieron más adelante en las ciudades donde se desarrollarían los posteriores videojuegos de la saga, aunque San Andreas (donde transcurren Grand Theft Auto: San Andreas y Grand Theft Auto V) acabaría convirtiéndose en un estado que contendría tres ciudades: Los Santos (basada en Los Ángeles), San Fierro (basada en San Francisco) y Las Venturas (basada en Las Vegas).

### Misiones
En la mayoría de los casos, las misiones son encomendadas mediante teléfonos públicos, aunque algunas misiones se asignan sobre el terreno, o son activadas subiendo a ciertos vehículos. Una vez que se toma un teléfono, el jugador está obligado a realizar esa misión hasta que la complete satisfactoriamente o la falle, pero con los coches es diferente. El jugador es advertido por alguien con el mensaje: «Tengo un nuevo trabajo para ti, si lo deseas. Si no, sal de mi coche». En este último caso, el jugador debe salir pasados algunos segundos antes de que la misión comience.
Los teléfonos paran de sonar cuando el jugador acepta una misión «telefónica», pero las misiones de vehículos todavía están disponibles. Aceptando una misión de vehículo mientras el jugador se encuentra realizando otra misión obtenida a través de teléfonos, el jugador puede eliminar dicha misión (sin embargo, no se muestra ningún aviso de que la misión ha sido fallada) y en lugar realiza la misión activada por entrar en dichos vehículos, pero una misión del teléfono no puede eliminar una misión del vehículo ya que los teléfonos paran de sonar.
En el comienzo de cada misión, se le dará al jugador una serie de instrucciones que debe seguir. Las instrucciones se dan en etapas, así que los objetivos pueden cambiar en una situación dada.
Muchas de las misiones implican las tareas que se pueden terminar dependiendo del «paso» del jugador, así que el jugador puede tomarlo en forma tranquila, y respetar las señales del tráfico por ejemplo, aunque hay siempre una tentación de hacerlo lo más rápido posible. Sin embargo, hay veces en que el juego impone límites de tiempo para completar la misión, o puede encontrarse en una situación de persecución, perseguidos por gánsteres enemigos o por la policía, forzando al jugador a hacerlo rápidamente o conseguir llegar a tiempo a un destino determinado y/o evadir a los que lo persiguen. Esto significa pasar las luces rojas, conducir por la acera (arriesgando arrollar a los peatones) y utilizar atajos.

### La policía y otros servicios de emergencia
La policía está distribuida por toda la ciudad, patrullando constantemente a la búsqueda de delincuentes. Sus coches son rápidos, aunque poco resistentes. Cuando el jugador comete un delito a la vista de un policía (si el delito es grave o se comete repetidas veces, la policía estará avisada de todos modos aunque no esté cerca), obtiene un nivel de búsqueda, siendo el máximo seis niveles (éstos están representados por caras de policía; cuando un nivel de búsqueda se activa su correspondiente cara se ilumina). En el nivel 1 los policías irán a arrestar al sospechoso sin hacerle daño y con poco esfuerzo, pero según aumenta se llega al nivel 2, en el cual los policías irán mejor armados e intentarán matar al sospechoso directamente usando todos los medios. El nivel 3 será difícil, ya que el jugador será perseguido por un helicóptero. En el nivel 4 será perseguido por camiones del SWAT, y es casi imposible lograr sobrevivir. En el nivel 5 los ciudadanos irán contra el personaje, en especial los hermanos Escorpio, dos adolescentes armados a veces con lanzacohetes, y además aparecerá el FBI. En el nivel 6, la mayoría de las veces es imposible llegar a él debido a la dificultad (aunque generalmente se usa algún truco), el personaje se encontrará con tanques del Ejército. Pocas veces se puede refugiar bajo el agua, porque en este nivel aparecerá la guardia costera, que también es difícil de derrotar.
Las ambulancias llegan al lugar donde ha habido heridos e intentan reanimarlos. Una ambulancia es resistente y similar a una furgoneta pequeña. Otro vehículo importante es el camión de bomberos, que apaga los fuegos que causan las explosiones de los vehículos o el fuego producido por armas u otros medios.
Siempre que se comete un delito, un crimen o un incendio, estos vehículos aparecerán para arreglarlo, e incluso a matar al personaje si es necesario. También pueden ser encontrados en su estación correspondiente (la ambulancia en el hospital, etcétera). Algunas veces al cometer algún delito frente a los bomberos, éstos usan el chorro de agua para alejar al personaje.

### Objetos
En el juego existe un número de objetos que el jugador puede recoger, éstos se encuentran en cajas, y de hecho estas cajas son del lugar donde el jugador conseguirá sus armas.

#### Armas
- La pistola es un arma poco potente, pero es la más sencilla de encontrar. Dispara una bala a la vez, es bastante buena contra peatones, pero no es muy útil para criminales mayores, miembros de la ley (ya que estos suelen vestir chalecos antibalas) o para destruir vehículos.
- La ametralladora es, obviamente, mejor que la pistola ya que permite realizar disparos rápidos, y puede destruir la mayoría de los vehículos en pocos segundos. La disponibilidad de las ametralladoras es más limitada que la de las pistolas.
- El lanzallamas es muy destructivo y altamente eficaz, pero tiene corto alcance. Si se utiliza para destruir los coches, significa que mayor es el riesgo de ser alcanzado por la explosión debido a su corto alcance. La ventaja del lanzallamas es que triplica los puntos que serían concedidos normalmente por matar a la gente o destruir los vehículos. Con el lanzallamas se puede "disparar" a través de vehículos ya destruidos y de paredes (debido a una falla muy común con el alcance del fuego) a diferencia de las demás armas, así que se puede utilizar un vehículo ya destruido y bardas pequeñas como protección contra las balas.
- El lanzacohetes es una de las armas más destructivas, ya que puede destruir la mayoría de los vehículos de un solo impacto, así como causar una gran explosión que podría matar a más personas que al blanco original. Esto puede ser una desventaja, ya que si el cohete impacta en algún objeto cercano al jugador, tal y como un peatón que camine en la línea de fuego en el momento incorrecto, el jugador puede ser alcanzado por la explosión.
- El puño es el arma menos potente en el videojuego y no es muy útil para algunas misiones del videojuego.

## Plataformas
El Grand Theft Auto original fue lanzado por primera vez para MS-DOS, y luego para Microsoft Windows, PlayStation y Game Boy Color. De hecho, inicialmente iba a ser un juego de dinosaurios para PC, pero las limitaciones de la tecnología obligaron a cambiar la dirección del proyecto (el ejecutable del juego en PC se llama dino.exe). Sorprendentemente, la versión de Game Boy Color es una versión íntegra, que es un gran logro técnico debido al gran tamaño de las ciudades, convertidos cada detalle de la versión PC original, haciendo el juego más grande que la mayoría de otros títulos de Game Boy Color, teniendo en cuenta el hardware limitado. Para satisfacer la meta de llegar a una generación más joven, el juego fue muy censurado, eliminándose la sangre y el lenguaje soez.

## Controversia
El videojuego, con sus temas violentos, generó una gran controversia. Sin embargo, esto se considera intencional, y fue el primer videojuego que se ha hecho conocer con publicidad de tal manera. Los editores de Grand Theft Auto contrataron al publicista Max Clifford para generar un aura de controversia sobre el videojuego en los medios de comunicación locales. Como resultado, los políticos intervinieron en la incursión. Cualquiera sea el impacto de la censura en el videojuego y la percepción de los videojuegos, la publicidad funcionó: el título fue un enorme éxito simplemente porque los que tratan de prohibirlo inadvertidamente generaron publicidad para el mismo. Éste ha sido un conocido y reconocido fenómeno de los videojuegos violentos desde entonces.

## Las claves del éxito
Grand Theft Auto fue bastante revolucionario en el mundo de las consolas. Sus gráficos no eran los mejores de la época, sin embargo destacó por las siguientes razones:
- Total libertad de movimientos para circular por donde se quiera.
- Total libertad de acciones, contrariamente al canon de la época.
- Ciudades grandes con objetos escondidos, y con servicios de emergencia.
- Misiones al más puro estilo gánster.
- Conducción temeraria con la sensación de estar verdaderamente fuera de la ley.
- Algo a tener en cuenta es que en Grand Theft Auto también se da por primera vez la oportunidad de dañar a personajes ajenos a la trama (ciudadanos) y conseguir bonificaciones por ello; antes de GTA, en videojuegos como System Shock, se podía dañar a los figurantes, pero esto no sólo no generaba beneficio alguno, sino que se era perseguido por las fuerzas del orden. En GTA se obtiene puntuación al hacerlo.

## Desarrollo
El desarrollo de "Grand Theft Auto" comenzó el 4 de abril de 1995 en DMA Design en Dundee. Originalmente tuvo un desarrollo prolongado de cuatro años, que incluyó un cambio de título y numerosos intentos de detener el desarrollo.
El juego se tituló originalmente Race'n'Chase. Originalmente estaba planeado para ser lanzado en MS-DOS, Windows 95, PlayStation, Sega Saturn y Nintendo 64. Sin embargo, nunca se lanzó para las dos últimas consolas. Durante el desarrollo de Grand Theft Auto, muchas personas que supervisaban el progreso del juego intentaron detener el desarrollo, lo que llevó al equipo de DMA Design a tener que convencerlos de que les permitieran continuar.
Se planearon hitos específicos para Grand Theft Auto, ninguno de los cuales se cumplió:
- Comienza el desarrollo: 4 de abril de 1995
- Diseño de juego completo: 31 de mayo de 1995
- Motor: 3 de julio de 1995
- Mira y siente: 2 de octubre de 1995
- Primera jugada: 3 de enero de 1996
- Alfa: 1 de abril de 1996
- Fin de producción: 1 de julio de 1996

Un documento de diseño original, de fecha 22 de marzo de 1995, fue publicado en línea por Mike Dailly el 22 de marzo de 2011. El autor acreditado del documento es K.R. Hamilton, y la versión publicada es 1.05. Contenía información sobre elementos del juego discutidos en varias reuniones celebradas desde el 23 de enero de 1995 hasta la redacción del documento que también contiene muchas similitudes con el 1986 Commodore 64 Miami Vice.
Según el documento de diseño original, la introducción a Grand Theft Auto es una animación prediseñada/renderizada. La versión de Windows 95 se desarrolló utilizando Visual C++ v2.0. La versión de DOS se desarrolló utilizando Watcom C/C++ v10, Microsoft MASM 6.1 y el extensor de DOS de Rational Systems (DOS4GW) v1.97. Se dijo que el programa utilizado para hacer Grand Theft Auto producía "una matriz 3D que puede [ser] utilizada tanto por la perspectiva como por los motores isométricos". Se decía que consistía en "un editor de cuadrículas que se utiliza para colocar bloques en una cuadrícula, con una cuadrícula [separada] para cada nivel", y "permitir que cualquier bloque se coloque en cualquier nivel". Se dijo que el mundo podría haber tenido que ser bloques de 256×256×6.
El concepto original de Grand Theft Auto era "producir un divertido, adictivo y rápido juego de carreras y choques de autos para múltiples jugadores que utiliza un método de gráficos novedoso".
David Jones, el productor del juego, citó Pac-Man como una influencia. Señaló que el jugador atropella a los peatones y es perseguido por la policía de manera similar a Pac-Man.
Gary Penn, director creativo de DMA en ese momento, citó Elite como una gran influencia, "pero había estado trabajando en Frontier, que es muy diferente y definitivamente había otras personas en el equipo que también tenían cosas como Syndicate, Mercenary y Elite en sus mentes. Esa combinación definitivamente llevó a la estructura más abierta que existe ahora. El juego tal como está ahora es básicamente Elite en una ciudad, pero sin la misma sensación de asumir los trabajos. Los haces de una manera ligeramente diferente, pero de una estructura increíblemente similar. Es simplemente un escenario del mundo real mucho más aceptable. El juego era de policías y ladrones y eso evolucionó bastante rápido: nadie quiere ser policía, es más divertido ser malo. Y luego eso se convirtió en Grand Theft Auto".
En una entrevista a principios de 1997, el líder del proyecto, Keith Hamilton, comentó: "GTA fue más difícil de lo que pensábamos. Estamos reescribiendo el manejo de los autos en este momento. Tenemos tiempo mientras cambiamos los gráficos a 24 bits".

### Ports
El Grand Theft Auto original fue desarrollado para MS-DOS, pero luego fue portado a Microsoft Windows (usando SciTech MGL), PlayStation (desarrollado por Visual Sciences utilizando su marco "ViSOS"), y Game Boy Color. La versión de Game Boy Color era tecnológicamente íntegra, lo que fue un gran logro técnico debido al gran tamaño de las ciudades, convertidas mosaico por mosaico del original de PC, lo que los convierte en muchas veces más grande que la mayoría de los mundos de juegos para Game Boy Color debido al hardware limitado de la consola portátil. Sin embargo, para atender a la generación más joven objetivo, el juego fue fuertemente censurado, con la sangre y los juramentos eliminados.
La versión para PC viene en varios ejecutables diferentes para DOS y Windows, que usan un solo conjunto de archivos de datos (excepto la versión DOS de color de 8 bits que usa gráficos diferentes pero similares). Anteriormente estaba disponible como descarga gratuita como parte de los Rockstar Classics (junto con Wild Metal y Grand Theft Auto 2), sin embargo, el servicio de descarga gratuito no está disponible.
Grand Theft Auto iba a ser lanzado en Sega Saturn, pero debido al rápido declive de la popularidad de la consola antes de que finalizara el desarrollo, el proyecto se detuvo y el juego nunca se lanzó. Después del exitoso lanzamiento de PlayStation, comenzó el desarrollo de Grand Theft Auto 64, un port del juego para Nintendo 64, del que se rumorea que tiene mejoras gráficas y nuevas misiones. Sin embargo, el desarrollo fue cancelado sin haber tenido una aparición pública.

### Portada
La portada de "Grand Theft Auto" es una fotografía de un Departamento de Policía de Nueva York con un Plymouth Grand Fury de la década de 1980 corriendo por la intersección de Fifth Avenue y 56th Street, con Trump Tower en el fondo de la imagen. La misma portada también fue una portada alternativa para Grand Theft Auto 2 en mercados seleccionados.
También había una portada con un Buick GSX amarillo. Hay otras cubiertas, pero la que se muestra arriba es la más común.